# Druga Liga 2017
La Druga Liga 2017 è la 6ª edizione del campionato di football americano di secondo livello, organizzato dalla SAAF.

## Squadre partecipanti
| Club                   | Città     | Stadio | Sponsor ufficiale | Risultato nella stagione 2016 |
| ---------------------- | --------- | ------ | ----------------- | ----------------------------- |
| Bor Golden Bears       | Bor       |        |                   |                               |
| Čačak Angel Warriors   | Čačak     |        |                   |                               |
| Jagodina Black Hornets | Jagodina  |        |                   |                               |
| Kikinda Mammoths       | Kikinda   |        |                   |                               |
| Novi Sad Wild Dogs     | Novi Sad  |        |                   |                               |
| Požarevac Pastuvi      | Požarevac |        |                   |                               |

## Stagione regolare

### Calendario

#### 1ª giornata
| 2 aprile 2017, ore 14:00 | Čačak Angel Warriors | 6 – 45 | Jagodina Black Hornets |  |

| 2 aprile 2017, ore 15:00 | Požarevac Pastuvi | 27 – 7 | Novi Sad Wild Dogs |  |

| 2 aprile 2017, ore 15:00 | Kikinda Mammoths | 12 – 14 | Bor Golden Bears |  |

#### 2ª giornata
| 23 aprile 2017, ore 15:00 | Kikinda Mammoths | 41 – 0 | Požarevac Pastuvi |  |

| 23 aprile 2017, ore 15:00 | Bor Golden Bears | 9 – 18 | Jagodina Black Hornets |  |

#### 3ª giornata
| 7 maggio 2017, ore 13:00 | Jagodina Black Hornets | 45 – 0 | Novi Sad Wild Dogs |  |

| 7 maggio 2017, ore 16:30 | Požarevac Pastuvi | 0 – 22 | Bor Golden Bears |  |

#### Recuperi 1
| 14 maggio 2017, ore 13:00 | Čačak Angel Warriors | 28 – 34 | Kikinda Mammoths |  |

#### 4ª giornata
| 20 maggio 2017, ore 14:00 | Kikinda Mammoths | 13 – 21 | Jagodina Black Hornets |  |

| 21 maggio 2017, ore 15:00 | Požarevac Pastuvi | 9 – 30 | Čačak Angel Warriors |  |

#### Recuperi 2
| 28 maggio 2017 | Bor Golden Bears | 35 – 0 (a tavolino) | Novi Sad Wild Dogs |  |

#### Recuperi 3
| 4 giugno 2017, ore 16:00 | Novi Sad Wild Dogs | 0 – 32 | Čačak Angel Warriors |  |

#### 5ª giornata
| 11 giugno 2017, ore 13:00 | Jagodina Black Hornets | 46 – 7 | Požarevac Pastuvi |  |

| 11 giugno 2017, ore 17:30 | Novi Sad Wild Dogs | 0 – 22 | Kikinda Mammoths |  |

#### Recuperi 4
| 18 giugno 2017, ore 16:00 | Čačak Angel Warriors | 6 – 3 | Bor Golden Bears |  |

### Classifica
La classifica della regular season è la seguente:
- PCT = percentuale di vittorie, G = partite giocate, V = partite vinte,  P = partite perse, PF = punti fatti, PS = punti subiti

| Pos. | Squadra                | PCT   | G | V | N | P | PF  | PS  |
| ---- | ---------------------- | ----- | - | - | - | - | --- | --- |
| 1    | Jagodina Black Hornets | 1.000 | 5 | 5 | 0 | 0 | 175 | 35  |
| 2    | Kikinda Mammoths       | .667  | 5 | 3 | 0 | 2 | 122 | 63  |
| 3    | Bor Golden Bears       | .667  | 5 | 3 | 0 | 2 | 83  | 36  |
| 4    | Čačak Angel Warriors   | .667  | 5 | 3 | 0 | 2 | 102 | 91  |
| 5    | Požarevac Pastuvi      | .200  | 5 | 1 | 0 | 4 | 42  | 146 |
| 6    | Novi Sad Wild Dogs     | .000  | 5 | 0 | 0 | 5 | 7   | 160 |

## Playoff e playout

### Playoff
| 25 giugno 2017, ore 16:00 | Pančevo Panthers | 32 – 6 | Kikinda Mammoths |  |

### Playout
| 2 luglio 2017, ore 17:00 | Novi Sad Wild Dogs | 13 – 7 | Kraljevo Royal Crowns |  |

## Verdetti
- Jagodina Black Hornets promossi in Prva Liga 2018
- Kikinda Mammoths non promossi in Prva Liga 2018
- Novi Sad Wild Dogs non retrocessi in Treća Liga 2018